# 인공어

언어창작회의가 채택한 인공어 깃발. 가운데 계단은 바벨탑을 나타낸다

인공어(人工語, constructed language, 줄여서 conlang)는 자연적으로 생성된 자연어와 달리 한 사람이나 여러 사람의 의도와 목적에 따라 만든 언어를 말한다. 영어로는 constructed language라고 하며, 줄여서 conlang(콘랭)으로 흔히 쓰인다. 한국어로는 인공언어 또는 인공어, 인조어, 창작어와 같은 여러 명칭이 있으나, 일반적으로 인공어가 가장 널리 쓰인다. 다만, 넓은 의미에서는 컴퓨터 프로그래밍에 사용하는 컴퓨터 언어들도 인공 언어(인공어)라고 부르나, 인간 상호의 의사소통을 목적으로 하는 점에서 이들 컴퓨터 언어와는 구별된다.
인공어는 사용 목적에 따라, 개인적인 사용 또는 소설 등에서의 쓰이는 예술어와 세계 공용어를 목적으로 한 국제어 등으로 나뉜다. 서구의 인공어는 오랜 역사를 가지고 있다. 이제까지 가장 널리 알려진 인공어(국제어)의 예는 에스페란토로, 당시의 출판 인쇄물에 의한 적극적인 보급, 근대산업화와 국제주의의 영향 등에 따라 비교적 널리 보급된 예외적인 사례이다.
국제어 외에 예술어로는 J.R.R. 톨킨의 작품 세계에 나오는 엘프어(꿰냐, 신다린), 스타워즈, 스타트랙 시리즈 등의 SF 물에 나오는 외계인 언어(클링온어) 등이 잘 알려졌으며, 이들 언어는 작품의 인기와 더불어 인공어의 대중적 인지도를 높이는 데에 공헌하였다. 컴퓨터와 인터넷이 보급됨에 따라 상당한 금전적 투자가 필요한 출판물과는 달리 누구나 자신의 홈페이지나 블로그, 게시판 등을 통해 인공어를 공개할 수 있게 됨에 따라 현재 인공어의 수와 종류는 매우 많고 다양하다. 서구에서는 이미 취미 또는 여가 활동의 하나로 자리 잡고 있으며, 에스페란토, 이도, 인터링구아, 노비알, 볼라퓌크, 클링온어, 신다린, 틀라티어와 같은 다양한 인공어 위키백과들은 이들의 활발한 활동을 가늠케 한다.

## 인공어의 역사
인공어 개발의 역사는 크게 전근대, 근대와 현대의 세 단계로 나누어 볼 수 있다. 전근대 시대의 인공어 사용에 대한 최초의 기록은 12세기 독일의 수도원장이었던 힐데가르트 폰 빙엔이다. 그녀는 링구아 이그노타라고 불리는 23개의 알파벳과 1,011개에 달하는 비밀 어휘를 종교적 목적(신비주의)에 사용했는데, 이것은 기존의 라틴어 문법에 새로운 어휘를 교체하는 방식이었다. 성경에 나오는 바벨탑 건축 이래에 하나의 공통된 언어에 대한 희구 또는 관심은 오랫동안 많은 사람을 매혹해 왔는데, 유대교 신비주의인 카발라는 바로 이 사라진 공통의 언어에 대한 관심을 집중시켜 왔다. 기독교계에서의 이상적인 언어에 대한 관심은 단테가 쓴 속어론에서 제시된 바 있으며, 에스파냐의 철학자 라몬 룰은 기독교 신앙을 완벽하게 표현할 수 있는 이상적인 언어를 구상하고 있었다.
르네상스 때에는 이러한 종교적 이상 언어들에 대한 연구는 마법적 또는 신비주의적 텍스트로 옮아갔는데, 보이니치 문서도 이런 종류일 것으로 추정한다. 또한, 신비주의적 텍스트는 그 뒤에 연금술사와 장미기사단 등이 계승하는 데 기여했으며, 음악적 언어 또한 신비주의와 결합하여 나타났다. 1817년에 발표된, 음을 언어적 구성요소로 삼은 솔레솔같은 인공어는 르네상스시기의 조류를 재반영한 것이다. 르네상스 시기의 또 다른 기류는 고대 이집트 문자와 한자와의 접촉이었는데, 음에 관계 없이 뜻이 고정되는 표의적 요소와, 서로 다른 여러 나라(중국, 한국, 일본, 베트남 등) 사이에 통용된다는 공용성에 매혹된 이들은 완벽한 문자를 통한 이상적 언어에 관심을 가졌다.
17세기에 접어들면서 철학적 또는 선험적 연역어가 부상하였다. 라이프니츠 등 저명한 철학자들은 자연어의 불명료함과 중의성을 없애고 언어를 나무모형에 따라 대분류-중분류-소분류식으로 체계적, 계통적으로 나누는 모델을 제시하였다. 그러나 이들 모델은 말할 때의 직관성과 편의성이 거의 고려되지 않아서 실제 쓰이기 어려웠다. 이들 모델은 발화-수신을 전제로 한 언어보다는 항목 분류나 수식에 더 어울렸으며, 후대에는 점점 극단화되어 대단히 축약된 일종의 암호처럼 되었다. 현대에도 논리적 구조와 발화 편의성을 맞추어 계승한 이 계열의 인공어가 있다. 이 시기 인공어에 대해 다룬 유명인 가운데는 프랜시스 베이컨, 르네 데카르트, 얀 아모스 코멘스키, 몽테스키외, 암페어 등이 있다.
19세기 들어 전 세계가 연결되고 산업의 발전에 따라, 원활한 의사소통을 목적으로 하는 쉬운 인공어(국제어)가 대두하였다. 인공어의 근대기인 이 시기에는 짧은 기간 동안 폭발적으로 인공어안이 튀어 나왔다. 대중적 성공을 거둔 최초의 국제어 계열 인공어는 1879년 독일인 신부 슐라이어가 개발한 볼라퓌크로, 유럽을 중심으로 283개가 넘는 클럽과 수십 개의 언어로 된 교재가 나왔다. 1887년 폴란드의 유대인 안과의사인 자멘호프가 에스페란토를 발표하였고, 볼라퓌크를 누르고 급속도로 보급되기 시작했다. 에스페란토는 유럽 이외의 아메리카와 아시아 등 세계 곳곳에 퍼져, 약 200만의 사용자를 가진 현재까지 가장 성공적인 인공어로 자리매김하고 있다. 뒤이어 이디엄 뉴트럴(1902), 간화 라틴어(1903), 이도(1907), 옥시덴탈(1922), 인터링구아(1951) 등의 국제어안이 속속 등장했고, 일부는 현재까지 소수 사용자로 명맥을 유지하고 있으나, 대부분은 역사 속으로 사라졌다.
20세기 들어서 언어 개발에 거창한 목표를 갖지 않는 유희적 인공어와 소설, 영화 등에 현실감과 생동감을 불어넣기 위한 인공어가 나오기 시작했다. 1917년에 쓰인 에드거 버로의 《화성의 공주》는 인공어가 소재로 다루어진 첫 SF 소설이다. 인공어를 단순한 소품이 아닌 구체적 학문적 영역에서 체계화시킨 것은 J.R.R. 톨킨으로 그의 작품 속에 등장하는 꿰냐, 신다린 등의 요정어들은 이러한 유희적 인공어(예술어) 가운데 가장 널리 알려진 경우라 할 수 있다. 소설, 영화화한 톨킨의 언어들은 인공어에 대한 대중적 인지도 확장에도 큰 영향을 미쳤다. 그 뒤 외계인이나 가상세계를 배경으로 하는 영화 작품 속에는 설정 상의 인공어가 자주 등장하게 된다.
20세기 후반에 인터넷 보급에 따라 몇몇 서적과 개인의 노트에서 잠자고 있던 아이디어들이 일제히 인터넷 사이트로 몰려들면서 인공어 역사는 새로운 장을 맞이하게 되었다. 지역적으로는 서구에서 비서구지역으로 저변이 넓어졌으며, 여러 인공어 창작자가 다양한 네트워크를 거쳐 다양한 공동체를 이루게 되었다.

## 인공어의 분류
인공어는 창작 목적과 방법에 따라 여러 가지로 분류할 수 있다.

### 창작 목적에 따른 분류
국제어(국제보조어):모어가 다른 화자들끼리의 손쉬운 의사소통 수단이 되는 것을 목표로 함
대표적인 보기: 에스페란토, 이도, 인터링구아, 볼라퓌크, 노비알, 우니쉬
- 국제어의 하위분류로 특정 지역의 공용어를 목적으로 하는 지역 공용어가 있다. 이 언어들은 특정 민족이나 지역 사이에 통용될 수 있는 공용어를 만드는 것을 목적으로 한다. 대표적으로 슬라브민족의 공용어를 지향하는 인터슬라빅, 게르만족의 공용어를 추구하는 폴크슈프락, 아프리카의 공용어를 지향하는 아프리힐리 등이 있다. 이들 언어는 국제어의 명분을 내세우지 않는 것은 아니지만, 특정 민족이나 지역을 염두에 두고 제작되었으며, 따라서 해당 민족이나 지역민에게 상당히 유리하다는 사실을 굳이 변명하려 하지 않는다.

예술어: 언어 창작 자체의 흥미나 아름다움을 추구하며, 자연어에 가까운 특성(불규칙함, 관용 표현 등)을 가짐.
대표적인 보기: 꿰냐, 신다린, 클링온어
개인어, 비밀어: 개인이나 특수한 집단 안에서의 사용을 전제로 만들어진 언어
대표적인 보기: 다민, 톈다코, 파하라스, 하람나

### 어휘구성에 따른 분류
- 후험적 언어: 어휘의 구성에 이미 존재하는 언어(자연어 또는 인공어)에서 어휘와 문법을 빌려오는 언어.
- 선험적 언어: 어휘를 완전히 새롭게 구성하는 언어.

## 인공어의 완성도
인공어의 제작 목적이 다양한 만큼, 인공어의 완성도 또한 다양하다. 이것은 자연어도 마찬가지라고 할 수 있는데, 일상적인 대화는 모어로 하면서도 업무상의 전문 어휘나 문어적 형식을 갖추지 못해 글을 쓸 때나 업무상 대화는 상위의 공용어를 사용하는 나라나 지역은 무수히 많다. 처음부터 이국적인 네이밍이나, 단지 효과만을 내기 위한 인공어는 몇몇 어휘를 제외하고 세부적인 사항이 모자란다. 이러한 완성도를 가늠하는 척도는 결국 어휘 수라고 할 수 있다. 언어의 뼈대를 이루는 문법이 확립되고 나면 그 뒤의 인공어 제작은 결국 어휘 수를 늘려 얼마나 어떤 사상을 세세하게 표현해 낼 수 있는가가 관건이 되는데, 인공어는 많지만 자연어 수준에 육박하는 어휘를 가진 인공 언어는 그렇게 많지 않다. 꿰냐나 클링온어과 같은 언어들은 분명히 촘촘한 문법 구조와 훌륭한 디자인이 돋보이는 인공어이지만, 그 사용 분야가 제한되어 있기 때문에 실제 자연언어라면 반드시 갖춰야할 일상적 대화속의 간단한 어휘가 없는 경우가 적지 않다.
인공어라는 낱말에서 풍겨오는 인위적 냄새때문에 간단한 의사소통은 몰라도 복잡한 개념이나 감정을 나타내는 데에는 적절치 않다고 생각하기 쉬우나, 조건만 갖추어진다면 인공어도 다른 자연어와 마찬가지로 인간의 모어 구실을 할 수 있다. 실제로 에스페란토는 상당수의 원어민이 있어 인공어 모어획득의 대표사례로 꼽을만 하다.
어휘 외에 화자(또는 사용자, 지지자, 평가자)의 확보도 중요 변수가 된다. 대부분의 인공어안은 그 인공어를 써 줄 지지자를 한 명도 확보하지 못한 채 끝나버리거나, 심지어는 개발자 스스로도 자신의 인공어를 충분하게 이해하지 못하는 사례가 많다. 애초에 개인 사용을 전제로 한 사례나, 제한적 기능(문자 언어로서의 기능 등)만을 목적으로 하는 상황은 예외이나, 대부분의 인공어는 사람입으로 나와 쓰이는 사례가 극히 적고, 이 때문에 실제 사용할 때 일어나는 갖가지 문제점들을 파악하기 어렵다. 이 때문에 개발자 이외의 지지자에 따른 사용과 평가는 인공어 완성도를 높일 수 있는 중요 조건이지만, 대개 실제 이루어지긴 어렵다.

## 자연어의 인공어적 재구성
자연어의 사용이나 성립에도 부분적으로 인공어적인 요소나 방법이 가미되는 용례가 있다. 대표적인 예가 "언어 부활" 또는 "언어 재건"으로, 가장 성공적인 한 예로 현대 히브리어를 들 수 있다. 히브리어는 유대인의 디아스포라로 인하여 구어로서의 생명력을 잃고, 오랫동안 종교의례 등 제한적인 범위 안에서만 쓰이고 있었으나, 벤 예후다 한 사람의 각고의 노력으로 오늘날 구어로서 부활하는 데 성공하였다. 그는 고대 히브리어의 문헌을 참고하여 현대의 개념에 맞는 어휘들을 재구성해 냈는데, 역사상 이러한 재구성이 성공한 예는 극히 드물다. 메이지 시대의 일본에서도 대량의 번역어들을 한자어로 "재구성"해 낸 일이 있으나, 이때 일본어는 확고한 자연어였기 때문에 이미 구어로서의 생명력을 잃은 지 1000년이 넘는 히브리어와 비교하기는 어렵다. 다만, 히브리어는 유대민족주의라는 언어 외적인 요건과 풍부한 문헌 덕분에 기본 어휘가 충분히 확보되었기 때문에 가능했다. 오늘날, 사어가 되어 있는 고대어들을 부활시키려는 많은 의도는 종종 인공어적인 것으로 간주하는데, 이것은 첫째로 그러한 시도가 대부분 개인이나 소수집단이 시도하였고, 그러한 부활시도를 대중적으로 공인해 줄 수 있는 여건이 조성되지 못하기 때문이다. 또한, 어휘나 음운에 대한 정보량과 정통성도 문제가 된다.
한 예로 18세기에 사멸한 발트어군의 프러시아어의 부활 프로젝트가 몇몇 사람에게 시도되고 있으나, 문헌상의 어휘가 부족한 편이며, 이 부족한 부분은 다른 발트어들(리투아니아어, 라트비아어 등)에게서 빌려온 어휘를 보충하여 채워지고 있다. 이럴 때엔 이렇게 재구성된 프러시아어는 사멸된 프러시아어가 부활한 것으로 볼 수도 있으나, 기존의 재료를 가지고 만들어낸 인공어-신 프러시아어로 볼 수도 있다. 프러시아어의 모어화자가 없는 이상, "이 재구성된 언어의 정통성을 누가 승인할 것인가?" 하는 문제도 남는다.

## 인공어의 합동제작
대부분의 인공어가 개인의 창작이나, 일부는 소수의 집단이 협력함으로써 만들어진다. 가장 잘 알려진 예는 국제보조어협회라는 단체가 제작한 인테르링구아(Interlingua)와 로글란 사용자의 분리 집단이 개발한 로지반(Lojban), 그리고 대한민국의 세종대 언어 연구소가 개발한 우니쉬, 일본의 구모소포, 미식 등이 있다. 인공어 합동제작은 최초 제안자가 인공어의 설계 도구로서 인터넷을 활용하기 시작한 이래, 최근 증가 추세에 있다. Tokcir라는 언어는 문법과 어휘적 문제를 논의하고서 메일링 리스트를 통해 개발해 나가는 초기 인터넷 시대의 공학언어이다.
몇몇 예술어는 통상 음운 및 문법 규칙 등을 투표를 통해 정하고 있는데, 이는 사이트 내용의 갱신이 간편한 위키 등을 통해 그 과정이 편해졌기 때문이다. 합동 제작은 여러 의견을 통해 보편적인 결정을 할 수 있는 장점이 있으나, 동시에 모두가 합의할 수 있는 안을 도출해 내기 어려운 한계도 아울러 가진다.

## 인공 문자
개인이나 특정 그룹이 특정한 의도를 가지고 만들어 낸 문자인 인공문자는 인공어에 속할 수 있지만, 그 자체로 독자적인 분야이다. 영어로는 constructed script, 줄여서 conscript 또는 neography라고 한다. 역사상 인공문자의 발명은 대부분 민족의식 고취나, 철자개혁의 일환, 아니면 무문자 언어의 문어화 등의 목적으로 등장하여 성공을 거두기도 했는데, 이중 가장 대표적인 사례는 한글이다. 인공문자는 인공어에 비해 비교적 제작이 간편하기 때문에 인공어 제작에 앞서 손쉽게 인공어 제작에 필요한 언어학적 지식과 미적 관점을 익힐 수 있는 장점도 있다.

### 제작 의도에 따른 분류
- 무문자언어의 문어화: 한글, 체로키 문자, 프레이저 문자
- 철자개혁: 데저렛 문자
- 민족의식의 고취: 쯔놈
- 가상세계에 사실성 부여: 텡과르
- 특수한 목적하의 사용:모스 부호, 점자, 속기
- 개인적 흥미의 추구나 미학적 목적, 인공어 제작의 일부: 최근 대부분의 인공문자

### 제작 방법에 따른 분류
- 기존 문자를 기존 언어에 적용
- 기존 문자를 인공어에 적용
- 인공 문자를 기존 언어에 적용
- 인공 문자를 인공어에 적용
- 음성 기호

한편 인공언어에 비해 그 일례는 적으나, 국제어와 같은 목적의, 국제공통의 문자를 지향하는 문자도 있다. 그러나 대부분 로마자가 실질적으로 널리 쓰이고 있기 때문에 제시되는 안의 수는 매우 적으며, 모든 언어를 적을 수 있는 문자란 결국 음성기호로 귀결되기 때문에 이러한 안들은 음성기호로 귀결되는 경향이 있다. 역사상 부분적으로 그러한 문자의 공통화를 실현한 예는 구소련이 영토 안의 민족 언어를 키릴문자로 표기하게 한 것이 해당한다.

## 비서구지역의 인공어
이제까지 알려진 자료에 따르면 비서구지역의 인공어 역사는 서구의 근대 인공어 폭발시기에 서구의 영향을 받아 도입되었으며, 아직 인공어에 대한 일반의 인식도 미미한 편으로 이들에 대한 관심은 소수에 머물러있다. 그러나 이슬람권인 오스만 제국에서 만들어진 발레이벨렌이나 오스트레일리아 토착민들이 마찬가지로 종교적 목적으로 만들어낸 제의(祭儀)어인 다민처럼 비유럽지역에서도 인공어의 존재가 확인되고 있으며, 앞으로 그 사례는 더 늘어날 수 있다. 동북아시아 지역의 경우, 근대화의 물결에 따라 중국과 일본에서 문자 및 용어를 두루 아우르는 언어의 근대화가 진행되었고, 이 시기에 매우 활발한 제안과 논쟁이 있었으며, 그 논쟁 가운데 인공언어 및 인공문자의 도입을 주장하는 안이 제시되기도 하였다. 일본에서는 1962년에 철학자인 오카모토 후이시키가 선험어 계열인 보아보무를 발표한 이래, 세계어 74·07, 노시로어 등의 출판물로 간행된 인공어들이 어느 정도 있다. 또한, 예술어 계열로는 일본의 풍부한 아니메나 소설 등에서 부분적으로 많이 등장했는데, 그중에 어느 정도의 완성도를 갖춘 것으로 모리오카 히로유키의 바론이 있다. 중국에서는 문자개혁 시기에 일부 인사들이 사전 배열식의 선험적 특성을 갖춘 문자 체계를 선보이기도 했다.
근대화 시기에 로마자나 유럽계 언어로 한국어나 한글을 대체하자는 극단적 의견은 없었던 한국에서는 인터넷이 등장하기 이전에 출판물에 의한 인공어 개발의 시도는 없었던 것으로 보인다. 다만, 개량 한글이나 한글음성기호 등 문자개혁에 관한 개인적 시도는 적지 않았다. 인터넷이 대중화된 뒤, 톨킨의 작품 및 영어권의 인공어 관련 자료를 접한 사람들이 늘면서 미미하게나마 인공어(예술어계통)에 관한 자료를 한국어로 찾을 수 있게 되었으나, 일반의 인지도나 취미나 여가 생활로서의 인식은 여전히 희박하다. 2001년에는 대한민국 최초로 세종대학교 언어연구소에서 우니시라는 국제어안을 인터넷 상에 발표, 언론의 주목을 받았으나, 대중적 인지도 확보나 언어적 발전에는 실패하였다.
아프리카에서는 1970년대에 아프리힐리라는 아프리카의 지역 공용어로 제안된 인공어가 발표된 바 있다.

## 인공어의 학술적 연구
2006년 4월 23일, 랭메이커가 첫 언어창작 학술회의를 미국 버클리 대학교에서 열었고, 그 뒤 해마다 장소를 달리하여 학술회의가 열리고 있다.

## 같이 보기
- 언어창작자
- 인공문자
- 인공어 제작 매뉴얼
- 에스페란토
- 이도
- 링구아 프랑카 노바
- 볼라퓌크
- 우니쉬
- 국제보조어